# 堺市立商業高等学校
堺市立商業高等学校（さかいしりつ しょうぎょうこうとうがっこう）は、かつて大阪府堺市堺区にあった公立商業高等学校。

## 概要
全日制課程商業科を設置し、1994年以降は総合・情報・簿記の3コースを設置していた。定時制課程単独の堺市立第二商業高等学校と校舎・敷地を共有していた。
2008年度に当校を含む堺市立の高等学校4校を統合し、従来の堺市立工業高等学校の敷地に堺市立堺高等学校を設置することになった。当校は2008年度から募集停止となり、新学校のマネジメント創造科に教育機能が継承されることになった。これに伴い、在校生が卒業する2010年3月限りで閉校となった。
跡地は2010年4月より関西大学堺キャンパスとなっている。

## 沿革
堺市在住だった商人・齋藤源太郎（1920年死去）の遺言により、同年に遺族から堺市へ10万円の寄付があった。堺市は寄付金をもとに甲種商業学校を設置することにした。1921年3月に5年制甲種商業学校の設置が認可され、1921年4月1日に堺市立堺商業学校として開校した。
開校当初は堺市向井町大字中筋（現・堺区南安井町）の旧制堺市立高等小学校（現在の堺市立安井小学校の場所）に仮校舎を設置した。1923年3月には堺市香ヶ丘町（最終所在地）に校舎が完成し移転している。
しかし1930年5月には火災により校舎を焼失した。復旧まで堺市立高等小学校、次いで堺市大字舳松村（現・堺区賑町）の福助足袋株式会社倉庫に仮校舎を設置して授業を継続した。1931年12月に香ヶ丘町の校舎を復旧している。
1940年には夜間課程の堺市立第二商業学校を併設したが、1942年に募集停止となっている。
学制改革により、1948年に堺市立商業高等学校に改編され、全日制課程と夜間課程（定時制課程）が併設された。
しかし当時、新制中学校の校舎確保が課題となり、「義務教育優先」として高等学校校舎を新制中学校校舎に転用する方針が出された。これに伴い、1948年6月には香ヶ丘町の校舎を新制堺市立第一中学校の仮校舎に転用することになり、堺市立商業高等学校は堺市大仙町（現・堺区。のちの大阪女子大学敷地）・大阪府立農業高等学校（1952年廃校）内に移転することになった。
堺市立第一中学校は1950年4月、堺市神南辺町（現・堺区）に独立校舎を設置して堺商業高等学校から退去し、堺市立月州中学校に校名変更した。これに伴い本校は1950年に香ヶ丘町に校舎を復帰している。また1950年度より女子生徒が入学し男女共学となった。
定時制課程は1952年、堺市立第二商業高等学校として独立校となった。
2000年代になり、堺市立の高等学校4校の統合計画が持ち上がった。2002年には堺市立高等学校の統合により中等教育学校を設置し、これに伴い堺市立商業高等学校を閉校とする構想が持ち上がった。しかし中等教育学校設置構想は立ち消えとなり、2004年9月に正式に白紙撤回が発表された。
その後2006年7月には、堺市立商業高等学校など堺市立高等学校4校の廃校と、新高校の設置構想が発表された。廃校反対運動も起こったものの、堺市議会は2007年6月、堺市立高等学校の廃校と新高校の設置を正式に可決した。
統廃合で新設されることになった堺市立堺高等学校は2008年に開校し、これに伴い堺市立商業高等学校は2008年度より募集停止となった。堺市立商業高等学校の教育実践は堺市立堺高等学校の商業系学科「マネジメント創造科」に継承されることになった。
最終学年が卒業した2010年3月をもって閉校となった。

### 年表
- 1921年4月1日 - 5年制の堺市立堺商業学校として創立。堺高等小学校を仮校舎とする。
- 1923年3月 - 堺市香ヶ丘町（現在地）に移転。
- 1930年5月 - 火災により校舎焼失。堺高等小学校を仮校舎とする。
- 1930年10月 - 福助足袋株式会社倉庫に仮校舎を移転。
- 1931年12月 - 現在地に校舎を復旧。
- 1940年4月1日 - 夜間課程の堺市立堺第二商業学校を併設。
- 1942年 - 堺市立堺第二商業学校を募集停止。
- 1948年4月1日 - 学制改革により、堺市立商業高等学校に改称。
- 1948年5月1日 - 夜間課程設置。
- 1948年6月 - 校舎を新制堺市立第一中学校（1950年4月1日堺市立月州中学校に改称）仮校舎に転用したことに伴い、堺市大仙町（現・堺区）に移転。
- 1950年4月1日 - 男女共学化。堺市立月州中学校校舎竣工に伴い、現在地に校舎を復帰。
- 1952年5月12日 - 定時制課程が、堺市立第二商業高等学校として分離・独立。
- 1968年1月 - 校地を拡張。
- 1994年4月 - この年の第1学年よりコース制を実施。
- 2004年9月1日 - 校内LAN設置。
- 2006年7月 - 堺市教育委員会、堺市立高校4校の統合構想を発表。
- 2008年 - 堺市立高等学校4校の統合で堺市立堺高等学校を設置したことに伴い、募集停止。
- 2010年2月27日 - 最終学年の卒業式・閉校式を実施。
- 2010年3月31日 - 閉校。

## 交通アクセス
- 南海高野線 浅香山駅 東へすぐ。